# Coenosia beschovskii
Coenosia beschovskii este o specie de muște din genul Coenosia, familia Muscidae. A fost descrisă pentru prima dată de Lavciev în anul 1970. Conform Catalogue of Life specia Coenosia beschovskii nu are subspecii cunoscute.